# 국립 물리학 연구소

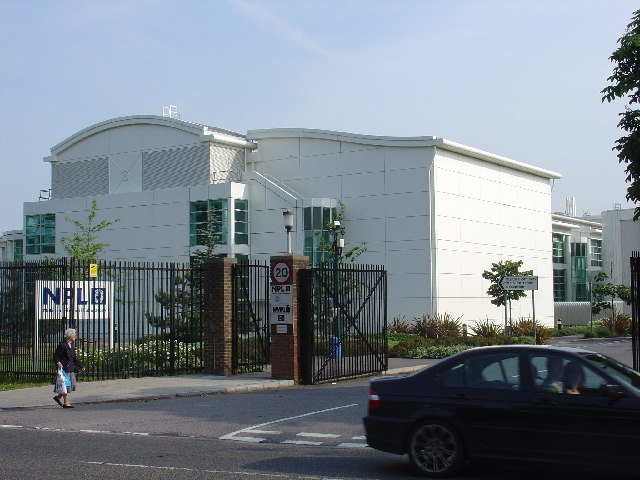
국립 물리학 연구소

국립 물리학 연구소(National Physical Laboratory, NPL)는 영국의 도량형학 연구소이다. 1900년에 설립한 연구소는 세계에서 가장 오래된 도량형학 연구소 중 하나이다. 테딩턴 부시 공원에 위치해 있으며 영국 비즈니스·에너지·산업전략부의 관리 하에 운영하고 있다.

## 같이 보기
- 미국 국립표준기술연구소